# Derrick Harriott
Derrick Harriott (nacido como Derrick Clinton Harriott, 6 de febrero de 1939, Jamaica) es un cantante y productor discográfico. Ha producido grabaciones de Big Youth, Chariot Riders, The Chosen Few, Dennis Brown, The Ethiopians, Keith & Tex, The Kingstonians, Rudy Mills, Scotty, Sly & Revolutionaries y Winston McAnuff entre otros.

## Biografía

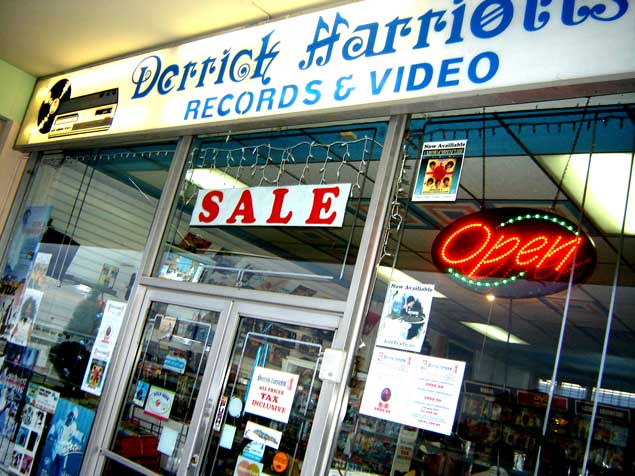
Sello y negocio de Derrick Harriott en King Street, Kingston, Jamaica

Siendo estudiante en Excelsior High School, Harriot formó un dúo junto a Claude Sang Jr. un talentoso artista de reggae de Kingston, Jamaica. Claude Sang Jr. obtuvo numerosos éxitos incluyendo "Daffodil and Birds of Britain". En 1958 Harriott formó los Jiving Juniors junto a Eugene Dwyer, Herman Sang y Maurice Winter. En 1960 y 1961 el grupo lanzó éxitos con sus simples "Over The River" (Coxsone Dodd) y "Lollipop Girl" (Duke Reid). En 1962 Harriot dejó el grupo para crear su propio sello de grabación, Crystal, y embarcarse en su carrera solista. Su primera grabación solista "I Care" fue un éxito, al que le sucedieron éxitos como "What Can I Do" (1964), "The Jerk" (1965) y "I'm Only Human" (1965), todos ellos incluidos en su álbum debut The Best of Derrick Harriott. En 1967 continuó publicando éxitos como solista como "The Looser" y "Solomon", así también en producciones junto a otros artistas, incluyendo a "No Baptism" (junto a The Ethiopians) y "Tonight" y "Stop That Train" (junto a Keith and Tex).
Respecto a ese período musical Derrick Harriott dijo:

Pregúntale a cualquier músico jamaiquino y te dirá que los días del rocksteady fueron los mejores días de la música jamaiquina
Derrick Harriott

Con la letra de su canción "Message from a Black Man" (Circa, 1970) se hizo eco del creciente movimiento de conciencia negra presente en la música soul estadounidense de ese momento. Produjo discos de otros artistas, incluyendo Schooldays de DJ Scotty, Super Reggae and Soul Hits de Dennis Brown y también su propio 14 Cartbuster Hits.
En 1971 la revista Swing nombró a Harriott el mejor productor de 1970. Fue uno de los primeros productores en utilizar los talentos de King Tubby en la mezcla en su estudio Waterhouse, creando uno de los primeros discos del género Dub Scrub a Dub, acreditado a The Crystallites. Harriott continuó ese camino con otro disco dub/instrumental More Scrubbing The Dub. Sus siguientes producciones de fines de la década de 1970 incluyeron a The Revolutionaries como banda base en discos como Pick Hits to Click (Winston McAnuff), Rasta Revival (DJ Ray) y sus propios Enter The Chariot y Disco 6 (un disco compilatorio con la participación de Dennis Brown, Cornel Campbell y Horace Andy).
En la década de 1980 continuó teniendo éxitos con versiones de soul, como "Skin to Skin" y "Checking Out". En 1988 tuvo un gran éxito con "Starting All Over Again", un dueto junto a Yellowman, con letras sobre el Huracán Gilbert. A mediados y fines de los 90 continúo su carrera solista con Sings Jamaican Rock Steady Reggae, For a Fistful of Dollars, Derrick Harriott & Giants y Riding The Roots Charriot.
En julio de 2002, en Toronto, Canadá, Harriott actuó en el festival de dos días Legends of Ska junto a otros artistas como Skatalites, Rico Rodríguez, Lester Sterling, Johnny Moore, Lynn Taitt, Prince Buster, Alton Ellis, Lord Creator, Justin Hinds, Derrick Morgan y Lord Tanamo.

## Discografía

### Discos
- The Best Of Derrick Harriott - 1965 - Island
- The Best Of Derrick Harriott Volume 2 - 1968 - Trojan
- Sings Jamaican Reggae - 1969 - Crystal/Pama
- The Crystalites - Undertaker - 1970 Trojan
- Psychedelic Train - 1970 - Crystal/Trojan
- Presents Scrub-A-Dub Reggae - 1974 - Crystal
- More Scrubbing The Dub - 1975 - Crystal
- Songs For Midnight Lovers - 1976 - Crystal/Trojan
- Derrick Harriott & The Revolutionaries - Reggae Chart Busters Seventies Style - 1977
- Reggae Disco Rockers - 1977 - Charmers
- Born to Love You - 1979 - Crystal

### Compilaciones
- Derrick Harriott & Various Artists - 14 Chartbuster Hits - 1973 - Crystal
- Derrick Harriott & The Crystalites / Chariot Riders - 1970 - Blockbuster Reggae Instrumentals
- Greatest Reggae Hits - 1975 - Crystal/Trojan
- Disco 6 - 1977
- Enter The Chariot - 1978
- Derrick Harriott & Various Artists - Those Reggae Oldies - 1978
- Derrick Harriott & The Jiving Juniors - The Donkey Years 1961-1965 - Jamaican Gold (1993)
- Derrick Harriott & Various Artists - Step Softly 1965-1972 - Trojan (1988)
- Derrick Harriott - Sings Jamaican Rock Steady Reggae - Jamaican Gold
- Derrick Harriott & The Crystalites - For A Fistful of Dollars - Jamaican Gold
- From Chariot's Vault Volume 2: 16 Reggae Hits - Jamaican Gold
- Derrick Harriott & Various Artists - Riding the Roots Chariot - 1998 - Pressure Sounds
- Derrick Harriott & Various Artists - Skin To Skin - 1989 - Sarge
- Derrick Harriott & Various Artists - Musical Chariot - 1990 - Charly Records